# Palapag
Palapag é um município de  terceira classe de renda municipal (d) na província Samar do Norte, nas Filipinas. De acordo com o censo de 1 de maio  de  2020 possui uma população de 34 034 pessoas e 7 855 domicílios.